# Lloyd Ruby
Lloyd Ruby (n. 12 ianuarie 1928 - d. 23 martie 2009) a fost un pilot de curse auto american care a evoluat în Campionatul Mondial de Formula 1 între anii 1960 și 1961.
1. 1 2  Lloyd Ruby, Find a Grave, accesat în 9 octombrie 2017
2. ↑   http://www.timesrecordnews.com/news/2009/mar/24/local-racing-legend-lloyd-ruby-dead-81/ Lipsește sau este vid: |title= (ajutor)